# Château du Neubourg
Le château du Neubourg (ou Vieux Château) est un château médiéval bâti vers l’an mille qui devint une place forte du duché de Normandie au Moyen Âge ; il se dresse sur le territoire de la commune française du Neubourg dans le département de l'Eure, en région Normandie.
Chef-lieu d'une seigneurie appartenant aux Beaumont au XIIe siècle, puis aux Meulan et aux Vieux-Pont aux XIIIe et XIVe siècles, le château est partie prenante des affaires politiques et de la guerre de Cent Ans.
Le Vieux Château du Neubourg est classé au titre des monuments historiques.

## Localisation
Le Vieux-Château est situé au sein de la commune du Neubourg, dans le département français de l'Eure.

## Historique
Les sources[Lesquelles ?] mentionnent des fossés, tours, murailles et pont-levis.
La forteresse fut prise d’assaut au XIIe siècle par Henri Beauclerc, roi d'Angleterre et quatrième fils de Guillaume le Conquérant. À sa mort en 1135, les seigneurs normands s'y réunirent pour élire le nouveau roi d’Angleterre : Étienne de Blois.
Le 2 novembre 1160 fut célébré le mariage de Marguerite de France, fille de Louis VII avec Henri le Jeune fils d'Henri II roi d’Angleterre.
En novembre 1660, Alexandre de Rieux, marquis de Sourdéac  fit jouer par la troupe royale du Marais l'opéra La Toison d'or, de Pierre Corneille,, le premier opéra de féeries qui ait été joué en France. Cette date marque la fin du rôle militaire du château.
En 1782-83, la partie est de l'ensemble castral est démolie pour créer une place de marché dénommée Place du Château.
Propriété de la famille Lettré depuis de nombreuses années (et inaccessible aux visiteurs, le château étant devenu une demeure particulière), la municipalité décide de son rachat en 2011. La vente définitive n'intervient qu'en 2014 et, jusqu'à cette date, c'est la ville qui prend en charge sa gestion.
Poursuivant sa politique patrimoniale, la municipalité du Neubourg fait l’acquisition de la Maison-Neuve en février 2017, permettant la réunion des deux parties du château, séparées depuis 1843 à la suite d'une succession. L'acquisition concerne également la tour médiévale de Madame de Boulay, en forme de fer à cheval, et les derniers 17 mètres de remparts subsistants.

## Description
Le château, en grande partie abattu en 1785 pour créer une place de marché, n'a conservé que la « maison neufve » en colombage datée de 1509 et l'ancienne « salle des préaulx » datée de 1300, adossées à l'ancienne courtine.
Le château comprend aujourd'hui, côté nord, un front fortifié (tours, courtine, porte à pont-levis), sur environ 120 mètres de développement, correspondant, côté sud, à un logis du XIIIe siècle à grande salle sous charpente (dite Ancienne Comédie, où fut donnée la première représentation de La Toison d'or), et à la Maison-Neuve (début XVIe siècle).

## Protection
Les parties bâtis et non bâtis du Vieux château, en totalité, à savoir : l'ancien château et la Maison neuve attenante au logis, y compris ses extensions ; l'ensemble des dispositifs défensifs, courtines, portes et tours ; les sols de la basse-cour et des fossés situés entre la rue de Brionne et la place du Château au sud, le front bâti à l'est et la limite des anciens fossés, à l'exclusion des éléments édifiés au XXe siècle, telles que figurées sur le plan annexé à l'arrêté sont classés au titre des monuments historiques  par arrêté du 25 juin 2020
L'arrêté de classement du 25 juin 2020 se substitue à l'arrêté d'inscription du 29 juillet 2002 : le château en totalité, à savoir : l'ancien château et la Maison Neuve attenante au logis, y compris ses extensions ; l'ensemble des dispositifs défensifs (courtines, portes et tours) ; les sols de la basse-cour et des fossés situés entre la rue de Brionne et la place du Château au sud, le front bâti à l'est, et la limite des anciens fossés.

### Site naturel
Le site formé par le vieux château, la maison normande, l'hôtel du Soleil d'Or et leurs abords est inscrit par arrêté du 20 septembre 1943.

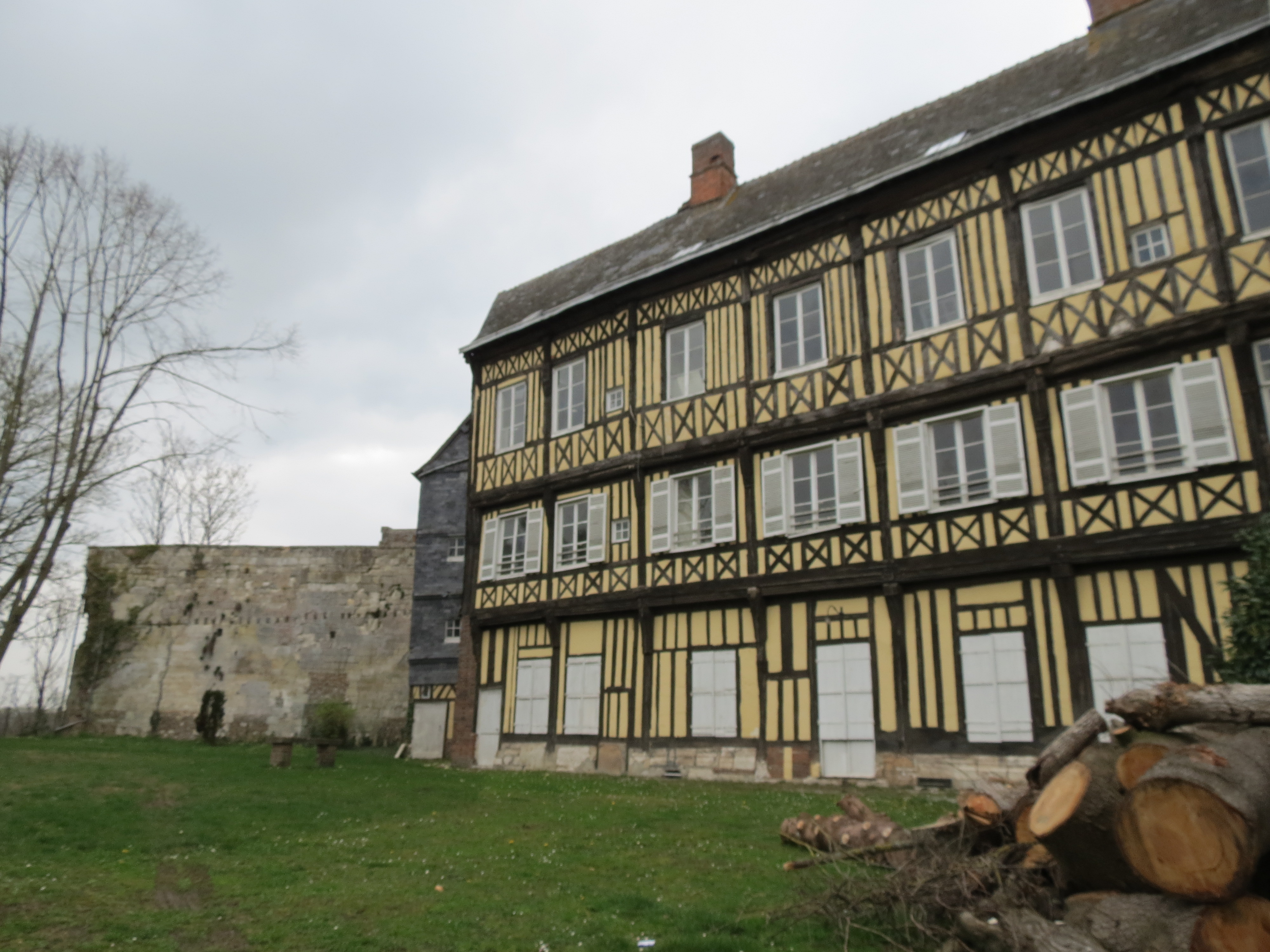
La Maison neuve.
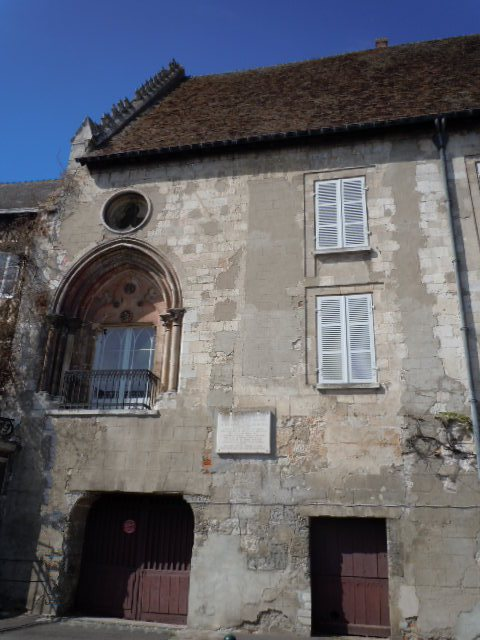
Détail sur l'Ancienne comédie (la plaque mentionne quelques détails historiques).
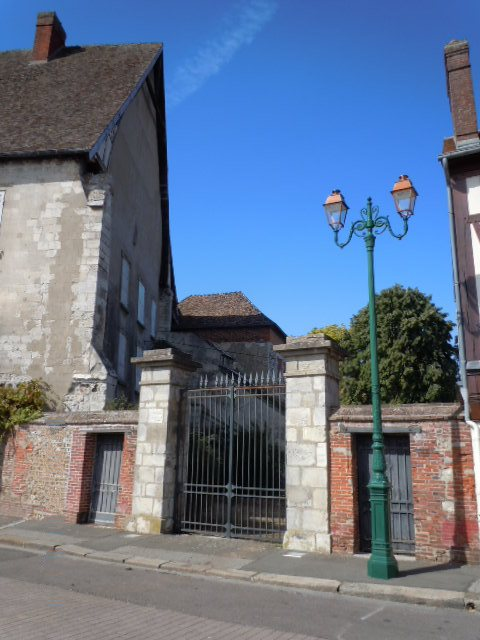
Grille d'entrée.
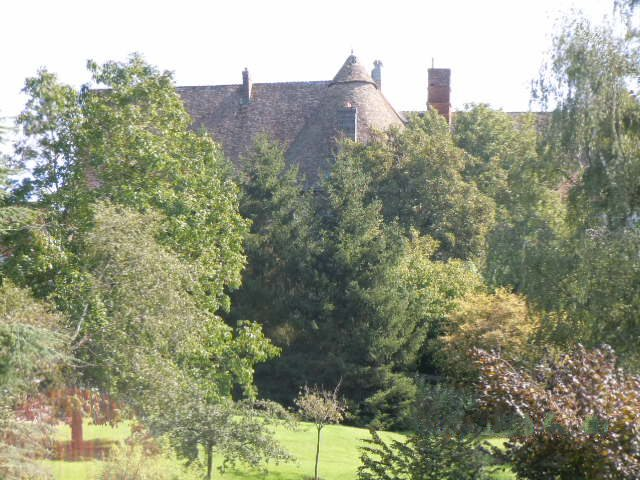
Façade sud visible du jardin public.